# Jean Marie Julien Balland
Jean Marie Julien Balland (Bué, 26 de julho de 1934 - Lyon, 1 de março de 1998) foi um cardeal católico romano e arcebispo de Lyon.

## Início da vida
Entrou no seminário e depois freqüentou a Pontifícia Universidade Gregoriana, em Roma, onde se licenciou em filosofia em 1956 e em teologia. Mais tarde, ele freqüentou a Universidade de Sorbonne, em Paris, onde se formou com doutorados em filosofia e teologia. Ele foi ordenado em 3 de setembro de 1961.
Depois de sua ordenação, ele foi membro do seminário, onde foi ordenado de 1962 a 1968. Ele foi transferido, ensinando em Tours de 1967 a 1973.

## Episcopado
O Papa João Paulo II nomeou-o Bispo de Dijon em 6 de novembro de 1982. Ele foi transferido para a sede metropolitana de Reims em 1988. Ele foi nomeado Arcebispo de Lyon em 27 de maio de 1995. O Arcebispo Balland foi criado e proclamado Cardeal-Sacerdote em o consistório de 21 de fevereiro de 1998 com a igreja titular de San Pietro in Vincoli.
Ele morreu em 1998, oito dias depois de se tornar cardeal.